# بال‌ها (صورت فلکی چینی)

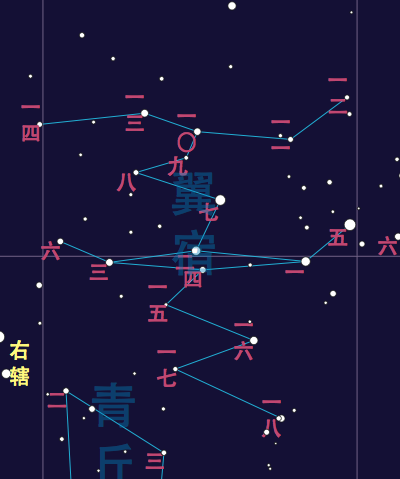
نقشه Yì Xiù

صورت فلکی بال‌ها (翼宿، پینیین : Yì Xiù) یکی از بیست و هشت صور فلکی چین است که یکی از صورت‌های فلکی جنوبی پرنده ورمیلیون است .

## ستاره‌ها
| نام انگلیسی | اسم چینی | صورت فلکی اروپایی | تعداد ستاره ها |
| ----------- | -------- | ----------------- | -------------- |
| بال         | 翼       | دهانه / هیدرا     | ۲۲             |
| دونگو       | 東甌     | آنتلیا / ولا      | ۵              |